# В'язун Володимир Юрійович
Володи́мир Ю́рійович В'язун (1994—2024) — український військовик, молодший сержант ЗСУ, кавалер ордена «За мужність» III ступеня.

## Життєпис
Народився 18 вересня 1994 в місті Полтава.
Закінчив загальноосвітню школу № 24. 
У 2012-му закінчив Кременчуцький військовий ліцей.
Служив у лавах 49-го окремого стрілецького батальйону «Карпатська Січ» імені Олега Куцина, сотня «Білі демони».
З жовтня 2022-го по жовтень 2023 року «В'язь» як командир зведених груп захисників брав участь у наступальній операції під Кремінною на Луганщині та обороні позицій у районі Тернів на Донеччині.
Загинув 25 січня 2024 у ближньому бою.

## Нагороди
- Почесний нагрудний знак «Золотий хрест» (2024)
- Орден «За мужність» III ступеня (2024, посмертно)[1]